# Lisa-Marie Fischer
Lisa-Marie Fischer (* 1991 in Marburg) ist eine deutsche Sängerin und Songwriterin. Ihr musikalischer Stil lässt sich mit Country-Folk beschreiben.

## Werdegang
Lisa-Marie Fischer wuchs in Marburg auf und absolvierte dort an der Martin-Luther-Schule das Abitur. Zur Musik kam sie über eine Musikkreuzfahrt im Jahre 2007, auf der sie Musiker des Country- und Folkgenres kennenlernte. Nach der Kreuzfahrt begann Fischer Gitarre zu spielen und Lieder zu schreiben. Im Juni 2010 wurde die Firma Stevja Publishing auf Lisa-Marie Fischer aufmerksam und nahm sie unter Vertrag.
Im September 2010 nahm Lisa-Marie Fischer ihre erste Demo-EP für Stevja Records auf. Ihre erste CD mit dem Titel Lisa-Marie Fischer erschien im März 2011 bei Stevja Records. Die CD enthält fast ausschließlich eigenes Songmaterial. Die erste US-Tournee folgte im Sommer 2011, eine zweite US-Tournee im Sommer 2012.
Mit einem Songwriterteam aus Nashville entstanden in den Jahren 2011 bis 2013 weitere Lieder. Im Februar 2013 trat sie beim Country-Meeting in Berlin auf. Am 25. Februar 2013 trat sie in der Radiosendung Chansons, Lieder und Folk des Rundfunksenders BRF 1 auf. Am 8. März 2013 erschien die zweite CD der Künstlerin, Sugar & Salt (Stevja Records / Soulfood). Die CD wurde in Nashville (Quad Studios) produziert und aufgenommen. Als Gastmusiker wirkten unter anderem Mark Evitts (Mandoline, Fiddle), Nick Buda (Schlagzeug) und Michael Douchette (Pedal Steel) mit. Am 2. April 2013 trat sie im US-amerikanischen Fernsehen in einer Sendung des Fernsehsenders WTVC News Channel 9 auf.

## Diskografie
- 2011: Lisa-Marie Fischer (Album, Stevja Records)
- 2013: Sugar & Salt (Album, Stevja Records)
- 2013: One In A Million (Single, Stevja Records)
- 2014: Holding On (Album, Stevja Records)